# Der Kreis (Zeitschrift)
Der Kreis ist eine 1956 von Hans-Ulrich Rieker und Wilhelm A. Rink gegründete Zeitschrift, die sich den Themen Tantra und Buddhismus widmet und zudem über Aktivitäten und Projekte des Arya Maitreya Mandala berichtet.

## Geschichte
Als 1952 in Europa ein Zweig des Ārya Maitreya Maṇḍala entstand, rief Harry Pieper die in Berlin erschienene Zeitschrift Licht des Dharma ins Leben. Aus dieser Zeitschrift ging Der Kreis hervor, der 1956 inspiriert durch den buddhistischen Schriftsteller und Künstler Lama Anagarika Govinda von Hans-Ulrich Rieker gegründet und von Wilhelm A. Rink redaktionell geleitet wurde. Danach wirkten ab 1970 Karl-Heinz Gottmann und von 1999 bis 2015 Armin Gottmann als Herausgeber der Zeitschrift. Seit 2015 ist die Kulturanthropologin Birgit Zotz für die Zeitschrift verantwortlich.
Der Kreis erlangte wie sein Vorgänger Licht des Dharma gleich nach seiner Gründung Bekanntheit in Fachkreisen, weil die Zeitschrift damals noch seltene Informationen über das Vajrayana brachte. Vorabdrucke der Bücher von Lama Anagarika Govinda wie Schöpferische Meditation und multidimensionales Bewusstsein und Die innere Struktur des I Ging in den 1970er und 1980er Jahren trugen zur weiteren Verbreitung der Zeitschrift bei.
Der Erscheinungsort wechselte seit 1956 mehrfach. Nach Wiesbaden, Meersburg-Daisendorf, Tübingen, Stuttgart, Kelkheim und Überlingen kommt die Zeitschrift heute in Pforzheim heraus. Auch der Verlag wechselte mehrfach. War dieser zu Beginn des Erscheinens die „Bruderschaft Deutschland des Ordens Ārya Maitreya Maṇḍala“ und ab 1970 der „Zweig West Europa“ desselben Ordens, erscheint der Der Kreis seit den 1990er Jahren im Verlag der Lama und Li Gotami Govinda Stiftung, die sich dem geistigen Erbe von Lama Anagarika Govinda und seiner Frau Li Gotami Govinda widmet.

## Titel
Die Titel Der Kreis bringt zum Ausdruck, dass Anagarika Govinda das „Ārya Maitreya Maṇḍala als ein interkulturelles Projekt verstand.“ Kreis gibt darum einerseits das indische Wort Mandala wieder, mit dem ein geometrisches Bild bezeichnet wird, das in der Kultpraxis des Hinduismus und Buddhismus eine magische oder religiöse Bedeutung besitzt. Zum anderen knüpft der Name an die Tradition der avantgardistischen Kulturzeitschrift Der Kreis an, zu der unteren anderen Hans Henny Jahnn, Ludwig Klages, Max Beckmann, Hans Leip und Joachim Maass Beiträge geliefert hatten, bevor sie 1933 im 10. Jahrgang von der nationalsozialistischen Regierung verboten wurde.
Der Untertitel der Zeitschrift wechselte mehrfach. Unter anderen lautete er Zeitschrift für Buddhismus im Westen. Heute findet sich Zeitschrift des Ārya Maitreya Maṇḍala im Untertitel.

## Autoren
Unter den Autoren von Der Kreis finden sich die Religionswissenschaftler Martin Baumann und Ernst Benz, der Soziologe Detlef Kantowsky, die Indologen Hans Wolfgang Schumann, und Karel Werner, und Birgit Zotz. Darüber hinaus finden sich Beiträge von Nyanaponika, Lionel Stützer, Bhikkhu Bodhi und Karl Schmied. Der Kulturwissenschaftler Günther Däss verfasste regelmäßig Rezensionen für Der Kreis, unter anderem für Werke von Janwillem Lincoln van de Wetering, Alan Watts sowie Adel Theodor Khoury und Peter Hünermann.